# Katō (Hyōgo)
Pour les articles homonymes, voir Kato.
Katō (加東市, Katō-shi) est une ville située dans la préfecture de Hyōgo, au Japon.

## Géographie

### Situation
Katō est située dans le centre de la préfecture de Hyōgo.

### Démographie
En mars 2023, la population de la ville de Katō était de 39 546 habitants, répartis sur une superficie de 157,55 km2.

### Hydrographie
La ville est traversée par le fleuve Kako.

## Histoire
La ville de Katō a été créée en 2006 de la fusion des anciens bourgs de Takino, Tōjō et Yashiro.

## Éducation
L'université d'éducation de Hyōgo se trouve à Katō.

## Transports
Katō est desservie par la ligne Kakogawa de la JR West.

## Jumelage
La ville est jumelée avec Olympia aux États-Unis.